# Chrysopilus amamiensis
Chrysopilus amamiensis är en tvåvingeart som beskrevs av Akira Nagatomi 1968. Chrysopilus amamiensis ingår i släktet Chrysopilus och familjen snäppflugor. Inga underarter finns listade i Catalogue of Life.